# Rouay Jebabli
Rouay Jebabli (arabe : رؤي جبابلي), né le 17 novembre 1997 à Tajerouine, est un athlète handisport tunisien, actif principalement en demi-fond T12.
Il entame sa carrière sportive dans le cadre scolaire en 2008.
Lors des championnats du monde d'athlétisme handisport 2019, il termine huitième de l'épreuve du 1 500 m T13. Aux Jeux paralympiques d'été de 2020 à Tokyo, il remporte une médaille d'argent dans la même épreuve puis une médaille de bronze en 400 m T12,.
Lors des Jeux paralympiques d'été de 2024 à Paris, il remporte une médaille d'argent au 1 500 m T13 et une médaille de bronze au 400 m T12.